# Haplolobus beccarii
Haplolobus beccarii — вид деревянистых растений  рода Haplolobus семейства Бурзеровые (Burseraceae).

## Распространение
Является эндемиком Малайзии; произрастает в штате Саравак на востоке страны. Естественная среда обитания — низменные леса.

## Охрана
С 1994 года внесён в Красную книгу как исчезающий вид (категория «Уязвимые»). Несколько образцов растения собраны в «Kubah National Park».